# Guerra da Abecásia de 1998
A Guerra na Abecásia de 1998 realizou-se no distrito de Gali, na Abecásia, entre 20 e 26 de maio de 1998, após rebeldes georgianos étnicos lançarem um ataque contra o governo separatista abcázio. O conflito é também chamado de Guerra da Abecásia dos Seis Dias, que leva esse nome em conta apenas porque as ofensivas abcázias duraram de 20 de maio de 1998 a 26 de maio de 1998, aparentemente, durou mais tempo, uma vez que as hostilidades e ataques insurgentes já tinham ocorrido, antes dessa data.

## Antecedentes
No auge da Primeira Guerra da Abcázia, a população georgiana da Abecásia foi submetida a sistemática de limpeza étnica nas mãos de milícias abcázios e seus aliados a partir de repúblicas caucasianas do Norte da Rússia. Em Novembro de 1993, a maior parte do distrito de Gali foi controlado por separatistas com exceção de alguns enclaves isolados evacuado pelas forças da Geórgia, de acordo com o acordo de cessar-fogo mediado pela Rússia de 1994. Nessa altura, cerca de 40.000 a 60.000 georgianos haviam retornado ao distrito de Gali.

## Ataques guerrilheiros esporádicos
As infrutíferas conversações de paz de cinco anos entre abcázios e georgianos fracassaram tendo os georgianos levantado em armas. Pequenas unidades de guerrilha gradualmente se uniram e em 1996 formaram a Legião Branca, realizando ações subversivas desde essa data. Outro grupo, os Irmãos da Floresta foi criado mais tarde.
Sucumi denunciou, que cerca de 300 guerrilheiros georgianos haviam se introduzido no distrito da Abcázia e iniciaram preparativos para uma missão de rebelião de grande escala.
A primavera trouxe um agravamento da situação na abcázia grupos rebeldes intensificaram os seus ataques contra o exército abcázio, que finalmente perdeu o controle da região de Gali. No ataque mais pesado, em 18 de maio de 1998, guerrilheiros de etnia georgiana invadiram uma estação da milícia abcázio na aldeia de Repi, matando 17 milicianos.

## A "Guerra dos Seis Dias"

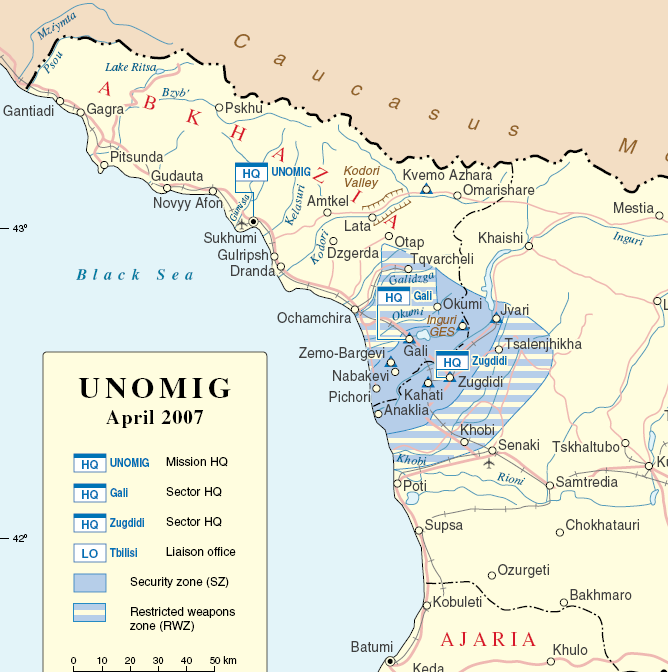
O Distrito de Gali (região do conflito) está localizado na Zona de Segurança das Nações Unidas.

Em 20 de maio de 1998, tropas abcázios fortemente armadas constituída por cerca de 1500 militares com tanques T-55 e T-72, blindados de transporte pessoal e sistemas de artilharia de 122 mm entraram no distrito de Gali. Guerrilheiros Georgianos, apenas armados com lança-granadas e metralhadoras, começaram uma guerra de trincheira para defender aldeias da Geórgia.
Em 26 de maio de 1998, forças abcázias tinham tomado o controle de quase todo o distrito de Gali. Delegações da Geórgia e abcázia chegaram a um trégua em 25 de maio de 1998, em Gagra. Segundo o acordo, ambas as partes tiveram de retirar as suas forças armadas do distrito de Gali, começando a partir de 26 de maio de 1998. Uma comissão especial composta por representantes da Organização das Nações Unidas e outras organizações internacionais foi criada para supervisionar o cessar-fogo.

## Vítimas
Segundo a Procuradoria da República da Geórgia, durante o conflito em Gali, o lado georgiano sofreu as seguintes baixas: 6 desaparecidos, 35 civis e 17 militares mortos, 24 feridos e 56 prisioneiros. Além 1695 casas de georgianos que foram queimados no local. Fontes georgianas da abcázia alegam que as perdas foram muito maior, afirmando que pelo menos 300 foram mortos e dezenas feridos.
As hostilidades resultam em centenas de vítimas em ambos os lados e deslocamento adicional de 30.000 a 40.000 georgianos.

## Envolvimento da Geórgia
O governo da Geórgia alegou, que não tinha ligações com a guerrilha.
Em uma sessão extraordinária de conversações abcázio-georgiana em Tbilisi, em 22 de maio de 1998, a abcázia e a Geórgia aprovaram um projeto de protocolo, que obriga Sukhumi a retirar as suas forças de Gali e Tbilisi de parar a guerrilha na região. De acordo com especialistas, autoridades georgianas indiretamente reconheceram, que tinham controle sobre certos grupos guerrilheiros. No entanto, no dia seguinte, Eduard Shevardnadze, o Presidente da Geórgia, mais uma vez, afirmou, que o governo da Geórgia não tinham nada a ver com a guerrilha em Gali.